# Fissidens pascuanus
Fissidens pascuanus är en bladmossart som beskrevs av Brotherus in Skottsberg 1920. Fissidens pascuanus ingår i släktet fickmossor, och familjen Fissidentaceae. Inga underarter finns listade i Catalogue of Life.